# 嶋崎尚子
嶋崎 尚子（しまざき なおこ、1963年 - ）は、日本の社会学者。早稲田大学文学学術院教授。元総務省統計委員会委員。

## 人物・経歴
東京都生まれ。1986年東京女子大学文理学部社会学科卒業。1993年早稲田大学人間総合研究センター助手。1994年早稲田大学大学院文学研究科社会学専攻博士課程単位取得退学、放送大学教養学部専任講師。1996年放送大学教養学部助教授。2000年早稲田大学文学部助教授。2001年早稲田大学文学部教授。2015年内閣府統計委員会委員。2020年石炭鉱業年金基金運営審議会委員。専攻はライフコース論、家族社会学、社会調査法。

## 著作
- 『ライフコース論』（大久保孝治と共編著）放送大学教育振興会 1995年
- 『生活学入門 : 日常生活の探究』（大久保孝治と共編著）放送大学教育振興会 1998年
- 『近代社会と人生経験』（正岡寛司と共著）放送大学教育振興会 1999年
- 『社会調査データと分析 基礎編』早稲田大学文学部 2004年
- 『ライフコースの社会学』学文社 2008年
- 『社会をとらえるためのルール : 社会調査入門』学文社 2008年

### 編集
- 『現代家族の構造と変容 : 全国家族調査「NFRJ98」による計量分析』（渡辺秀樹, 稲葉昭英と共編）東京大学出版会 2004年
- 『世代間関係の動態』（田渕六郎と共編）日本家族社会学会全国家族調査委員会 2011年